# دسکالوادو، برزیل
دسکالوادو ( به پرتغالی: Descalvado) یک شهرداری در ایالت سائوپائولو ، برزیل است. جمعیت آن ۳۳۹۱۰ نفر (تخمین زده شده در سال ۲۰۲۰) و مساحت آن ۷۵۳.۷ کیلومتر مربع است. 

## تاریخچه
این شهر ابتدا در دهه ۱۸۳۰ به عنوان یک سکونتگاه تأسیس شد و یکی از تولیدکنندگان اصلی قهوه در سال‌های طلایی کاشت قهوه سائوپائولو بود.

## اقتصاد
اقتصاد دسکالوادو مبتنی بر کشاورزی است و نیشکر و مرغداری محصولات اصلی آن هستند.